# William Poduska
John William Poduska (* um 1938) ist ein US-amerikanischer Informatiker und Unternehmer.
Poduska studierte an der Rice University (Bachelorabschluss) und am Massachusetts Institute of Technology Elektrotechnik, an dem er 1960 seinen Bachelor- und Master-Abschluss erhielt und 1962 promoviert wurde und Assistant Professor für Elektrotechnik war.
Er war 1972 Gründer und Vizepräsident für Forschung und Entwicklung von Prime Computer.  Davor war er in der Minicomputer Sparte von Honeywell. Er war Präsident, CEO und Chairman von Apollo Computer, das er 1980 mit gründete. 1985 bis 1989 war er Gründer, Chairman und CEO von Stellar Computer. 1991 bis 2000 war er Chairman von Advanced Visual Systems (AVS) (jetzt zu Muse Technologies gehörend) und er war 1989 bis 1991 Chairman Präsident von Stardent Inc. Er war Partner und Chief Technology Officer von Mindstorm Technologies. 2000 war er Mitgründer und Vizepräsident für Forschung und Entwicklung von Anystream Inc. (später Grab Networks).
Außerdem war er in verschiedenen anderen Hard- und Softwarefirmen in Aufsichtsratpositionen (so bei Novell).
Seit 2011 ist er Vizepräsident für Software-Engineering bei Greenbytes. Außerdem ist er unabhängiger Unternehmensberater.
1988 erhielt er den W. Wallace McDowell Award. Er erhielt den MIT Corporate Leadership and Distinguished Industrial Achievement Award und ist Mitglied der National Academy of Engineering.